# Campsicnemus armoricanus
Campsicnemus armoricanus är en tvåvingeart som beskrevs av Octave Parent 1926. Campsicnemus armoricanus ingår i släktet Campsicnemus och familjen styltflugor. Inga underarter finns listade i Catalogue of Life.